# 布侯德列
布侯德列是索马里的都市，由卡图莫自治。人口38,428（2005年）。